# Robert Pierce
Robert Pierce nació el 8 de octubre de 1914 en Fort Dodge (Iowa) y murió el 6 de septiembre de 1978, fue un pastor bautista, y fundador de World Vision International y Samaritan's Purse.

## Biografía
Pierce nació el 8 de octubre de 1914 en Fort Dodge (Iowa). Después de estudiar en Pasadena Nazarene College, se casó con Lorraine Johnson.

### Ministerio
En 1947, Pierce se convirtió en pastor bautista y realizó un viaje misionero a Asia con la organización Juventud para Cristo. Durante una visita a China, fue desafiado por la pobreza, el sufrimiento humano y la situación de los niños huérfanos. Decidió movilizarse por esta causa y fundó en 1950, a su regreso a los Estados Unidos, World Vision International, una  ONG  humanitaria de apadrinamiento de niños.
En 1970, fundó Samaritan's Purse, una ONG humanitaria con el objetivo de proporcionar ayuda para proyectos de desarrollo y apoyo situaciones de crisis.